# Carrie (2002)
Carrie ist ein US-amerikanischer Horrorfilm von David Carson aus dem Jahr 2002. Der Film basiert auf dem gleichnamigen Roman von Stephen King und ist eine für das Fernsehen produzierte Neuverfilmung des Horrorfilms Carrie – Des Satans jüngste Tochter von Brian De Palma aus dem Jahr 1976. Es sollte ein Pilotfilm für eine gleichnamige Serie werden, doch dieses Projekt wurde auf Eis gelegt.

## Handlung
Der Polizeiermittler John Mulcahey befragt Zeugen der Ereignisse auf einem Schulball in Chamberlain, auf dem fast alle Menschen starben. Zu den Zeugen gehören Miss Desjarden, Sue Snell und Norma Watson.
Drei Wochen vorher: Die Außenseiterin Carrie White ist ein Mauerblümchen. Als ihr Biologielehrer sie des Unterrichts befreit, weil ihre Mutter Margaret aus religiösen Gründen die Teilnahme am Unterricht zu Darwins Evolutionstheorie verbietet, zieht sie sich mal wieder den Spott ihrer Mitschüler zu. Im Sportunterricht der Mädchen stellt sie sich als unfähig heraus, beim Baseball den Ball zu treffen, was die anderen Mädchen verärgert und sie erneut zum Gespött werden lässt. Nach dem Sportunterricht gehen die Mädchen duschen. Schwer verstört bemerkt Carrie, dass sie plötzlich stark blutet. In dem Glauben, sterben zu müssen, verfällt sie in Panik. Ihre Mitschülerinnen verspotten sie erneut, da sie lediglich ihre erste Periode hat. Ihre Sportlehrerin Miss Desjardin geht dazwischen und vertreibt die lästernde Meute, kann Carrie aber nur mit einer Ohrfeige beruhigen. Als sie zuschlägt, explodiert eine Glühbirne an der Decke.
Miss Desjarden nimmt Carrie mit zum Rektor und erklärt ihm, dass Carrie mit ihren sechzehn Jahren spätpubertierend sei, aber ihr totales Unwissen in Bezug auf die Periode der fanatischen Mutter zuzuschreiben ist. Der Rektor lässt Carrie zu sich ins Büro rufen, wo er sie mehrfach als „Cathy“ anspricht. Carrie wird beurlaubt für den restlichen Tag und nach Hause geschickt. Carrie kriegt einen Wutanfall, dass sie nicht bei ihrem richtigen Namen angesprochen wird, der Schreibtisch schiebt sich mit Wucht ein Stück zur Seite, als Carrie sich umdreht und aus dem Büro stürmt. Als sie ihren Spind leeren will, kommt eine weitere Erniedrigung hinzu: Ihre Mitschüler haben ihn voll mit Tampons gestopft und die Worte „Plug it up“, Stöpsel rein, daraufgeschrieben. Auf dem Weg nach Hause wird die unbeliebte Carrie auch noch von einem Jungen auf einem Fahrrad als „Gruselcarrie“ bezeichnet. Erschrocken von seinem plötzlichen Auftauchen wird er von ihren telekinetischen Fähigkeiten an einen Baum geschleudert.
Als Carrie zu Hause ankommt, erinnert sie der Anblick einiger Löcher am Haus an ihre Kindheit. Die kleine Carrie beobachtete damals die Nachbarstochter beim Nacktsonnen. Neugierig fragte sie nach ihren Brüsten und sagte, sie werde nie welche bekommen, da ihre Mutter meinte, nur böse Mädchen bekämen Brüste. Und ihre Mutter redet von ihren eigenen Brüsten nur als schmutzige Kissen. Bevor das Gespräch weitergehen kann, ruft Margaret White ihre Tochter zurück ins Haus, zieht sie mit Gewalt hinein und schreit hörbar für die Nachbarn, Carrie müsse in den Wandschrank und für ihre Sünde beten. Carrie schreit und heult, und vom Himmel fallen brennende Kometen, die das Haus treffen.
Nach dieser Erinnerung betritt Carrie das Haus. Sie macht ihrer Mutter Vorwürfe, nicht aufgeklärt worden zu sein, aber die wirft Carrie sündige Gedanken vor, die ihr den „Fluch des Blutes“ eingebracht hätten und sperrt sie wieder zum Beten in den Wandschrank ein.
In einer Woche ist der große Abschlussball. Miss Desjarden drückt der gesamten Mädchengruppe Nachsitzen dafür auf, Carrie so verspottet zu haben. Die schöne, aber überhebliche Chris Hargensen weigert sich. Sue Snell jedoch scheint Mitleid mit Carrie zu haben. Sie schmiedet einen Plan: Ihr Freund Tommy soll mit Carrie zum Abschlussball gehen. So will Sue ihr Gewissen beruhigen und wiedergutmachen, dass sie mit an Carries Verspottung teilhatte.
Tommy ist erst wenig angetan von der Idee, stimmt aber zu und lädt Carrie zum Ball ein, als diese gerade in der Schulbibliothek im Internet mehr über ihre übersinnlichen Fähigkeiten herausfindet. Zögerlich stimmt sie schließlich zu.
Die Einladung hebt Carries Selbstbewusstsein. In einem Geschäft probiert sie Make Up, als Sue hinzukommt und ihr ein wenig unter die Arme greift. Sie beginnt, sich ein Kleid zu schneidern. Ihre Mutter ist gar nicht angetan von Carries Plänen, bezeichnet ihre Tochter als widernatürlich und sündig, aber Carrie nutzt ihre unheimlichen Kräfte, um sie im Wandschrank wegzuschließen und sich auf den Ball vorzubereiten.
Chris Hargensen nutzt die Situation dazu aus, einen Racheplan zu schmieden – sie gibt Carrie die Schuld daran, dass sie selbst vom Abschlussball ausgeschlossen wurde, weil sie sich weigerte, am Nachsitzen bei Miss Desjarden teilzunehmen. Gemeinsam mit ihrem rüden Freund Billy Nolan beschließt sie, Carrie auf dem Ball zum Gespött zu machen. Billy und ein paar andere Jungs schleichen sich deshalb nachts auf einen Bauernhof, erstechen ein Schwein und sammeln sein Blut in einem Eimer. Die Mädchen, die den Ball organisieren, arbeiten mit Chris zusammen und ersetzen die Stimmzettel für die Wahl des Ballkönigspaares durch Fälschungen, die Carrie und Tommy gewinnen lassen werden.
Als die Ballnacht da ist, holt Tommy Carrie ab. Sie sieht ganz verändert aus in ihrem hübschen engen Kleid, geschminkt und frisiert. Miss Desjardin freut sich für Carrie und die Komplimente, die sie von vielen bekommt und erzählt ihr von ihrem eigenen, missglückten Abschlussball. Außerdem zwingt sie Tommy, mit Carrie zu tanzen. Schließlich werden die gefälschten Wahlergebnisse bekanntgegeben. Carrie kann ihr Glück kaum fassen und betritt mit Tommy die Bühne um zum Königspaar gekrönt zu werden. Sie ahnt nicht, dass über ihr der Eimer mit dem Schweineblut steht und Chris und Billy hinter der Bühne stehen. Schließlich zieht Chris an einem Seil, das zu dem Eimer führt, und Carrie wird im Moment ihres höchsten Glücks mit Schweineblut überschüttet.
Der Schock bringt Carrie in einem Schockzustand. Sie nimmt ihre Umgebung gar nicht mehr richtig wahr. Sie bemerkt instinktiv aber, dass Tommy von dem leeren Eimer getroffen wird und blutend zu Boden sinkt. Die Mehrheit der Ballgäste lacht über den üblen Streich und das führt Carrie zu einer unbewussten Raserei. Plötzlich geschehen seltsame Dinge. Die Türen fallen zu, die Sprinkleranlage schaltet sich ein, die elektrischen Leitungen überlasten. Tische und Stühle fliegen durch die Luft, Menschen werden verletzt. Es bricht eine Panik aus. Carries Kräfte lassen den Basketballkorb auf eine Mitschülerin stürzen, der sie erschlägt. Funken entfachen einen Brand. Carrie steht in einem Inferno. Miss Desjardin versucht mit ein paar Schülern über einen Lüftungsschacht zu fliehen – keine Sekunde zu früh, denn das Wasser am Boden bekommt Kontakt mit einer elektrischen Anzeigetafel, der Stromschlag tötet jeden im Raum. Carrie verlässt die Bühne und geht zum Ausgang, vorbei an ihren Opfern. Als sie in die Nacht hinaustritt, stürzt das Gebäude hinter ihr ein.
Noch immer in ihrem katatonischen Zustand läuft Carrie durch die nächtlichen Straßen. Autos fliegen durch ihren Willen von ihr weg, Strommasten fallen um, eine Tankstelle gerät in Brand und explodiert. Chris und Billy, die das Massaker überlebt haben, weil sie frühzeitig den Ball verlassen hatten, wollen Carrie überfahren, doch Carrie schleudert ihr Auto gegen einen Baum und tötet auch sie. Sue hingegen versucht Carrie aufzuhalten, aber es gelingt ihr nicht.
Zu Hause angekommen will Carrie sich in der Badewanne säubern. Ihre Mutter kommt hinzu und zeigt sich mitleidig mit ihrer verstörten Tochter. Sie streichelt sie – und drückt sie dann mit Gewalt unter das Wasser, um sie zu ertränken und sich von ihrer dämonischen Brut zu befreien. Carries Panik lösen Risse im Gebäude aus, Margaret White stirbt. Carrie liegt leblos in der Wanne.
Wie an mehreren Stellen im Film wird auch jetzt wieder auf das Verhör zurückgeschaltet. Mulcahey fragt Sue, wieso sie so ruhig sein kann und was sie zu dem Fall sagen kann. Nur elf Menschen haben die Nacht überlebt, und es müsste neun unidentifizierte Leichen geben – es sind aber nur acht. Sue sagt, sie könne nichts anderes sagen als, dass Carrie tot sein muss.
Zurück in der Sterbeszene zeigt sich die Wahrheit: Sue betritt das Haus und findet Margaret und Carrie. Sie zieht Carrie aus der Wanne und wiederbelebt sie mit Mund-zu-Mund-Beatmung. Gemeinsam verlassen sie das Haus.
Irgendwann später stehen Sue und Carrie nachts am Grab von Carrie und ihrer Mutter. Sue sagt, Carrie könne ein neues Leben irgendwo anders anfangen. Sie will Carrie in ein neues Leben geleiten. Und so fahren sie gemeinsam mit dem Auto in die Nacht und die Zukunft.

## Hintergrund
Der Film wurde in Vancouver gedreht. Er war als Pilotfilm einer Fernsehserie konzipiert, die jedoch nicht produziert wurde.

## Synchronisation
Die deutsche Synchronisation übernahm die FFS Film- & Fernseh-Synchron in München, nach einem Dialogbuch und unter der Dialogregie von Peter Stein.
| Rolle                   | Schauspieler       | Synchronsprecher         |
| ----------------------- | ------------------ | ------------------------ |
| Carrie White            | Angela Bettis      | Stephanie Kellner        |
| Margaret White          | Patricia Clarkson  | Dagmar Dempe             |
| Miss Desjarden          | Rena Sofer         | Carin C. Tietze          |
| Sue Snell               | Kandyse McClure    | Kathrin Gaube            |
| Chris Hargensen         | Emilie de Ravin    | Stefanie von Lerchenfeld |
| Tommy Ross              | Tobias Mehler      | Benedikt Weber           |
| Billy Nolan             | Jesse Cadotte      | Dirk Meyer               |
| Norma Watson            | Meghan Black       | Anke Kortemeier          |
| Helen Shyres            | Chelan Simmons     | Barbi Schiller           |
| Tina Blake              | Katharine Isabelle | Shandra Schadt           |
| Detective John Mulcahey | David Keith        | Frank Röth               |

## Kritiken
Fredrik Nordstrom schrieb auf Shlasherpool.com, dem Film würden die „Spannung“ und die „Atmosphäre“ des Originals fehlen. Sie seien durch „billige Spezialeffekte“ ersetzt.

„Remake von Brian de Palmas gleichnamigem Horrorfilm (1976), das sich eng an die literarische Vorlage von Stephen King anlehnt, ohne Eigenständigkeit zu entfalten oder je an de Palmas Verfilmung heranzureichen.“

## Auszeichnungen
Der Film wurde im Jahr 2003 für den Saturn Award nominiert. Victor Goss wurde 2003 für den American Society of Cinematographers Award nominiert.